# Apicia volvanica
Apicia volvanica är en fjärilsart som beskrevs av Dyar 1916. Apicia volvanica ingår i släktet Apicia och familjen mätare. Inga underarter finns listade i Catalogue of Life.